# The Wild World of Batwoman
The Wild World of Batwoman (soms ook gespeld als The Wild Wild World of Batwoman) is een Amerikaanse fillm uit 1966. De film werd geregisseerd, geschreven, geproduceerd en gemonteerd door Jerry Warren.

## Verhaal
De superheldin Batwoman probeert samen met haar handlangers, de Batgirls, de uitvinding van de gestoorde professor Octavius Neon in handen te krijgen. Dit voordat de gekostumeerde schurk Rat Fink er mee vandoor gaat.

## Cast
| Acteur           | Personage                  | Opmerkingen      |
| ---------------- | -------------------------- | ---------------- |
| Katherine Victor | Batwoman                   |                  |
| George Mitchell  | Prof. G. Octavius Neon     | als George André |
| Steve Brodie     | Jim Flanagan               |                  |
| Richard Banks    | J.B. Christians / Rat Fink |                  |
| Steve Conte      | Bruno                      |                  |
| Mel Oshins       | Tiger                      |                  |
| Bruno VeSota     | Seltzer                    |                  |
| Lucki Winn       | Bat Girl                   |                  |
| Suzanne Lodge    | Bat Girl                   |                  |
| Pam Garry        | Bat Girl                   |                  |
| Sylvia Holiday   | Bat Girl                   |                  |
| Francis Bryan    | Bat Girl                   |                  |
| Leah London      | Bat Girl                   |                  |
| Lloyd Nelson     | Heathcliff                 |                  |

## Achtergrond
Ondanks de gelijkenis in naam hebben de Batwoman en Batgirls in deze film niets te maken met de Batwoman en Batgirl van DC Comics.
De meeste actrices die Batgirls speelden traden eerst op in een stripclub. Deze club werd door de politie gesloten, waarna de producers van de film van de gelegenheid gebruik maakten om de ontslagen vrouwen een baan aan te bieden bij de film.
De film werd bespot in de cultserie Mystery Science Theater 3000.